# Hengtoushan (köpinghuvudort i Kina, Heilongjiang Sheng, lat 46,67, long 130,58)
Hengtoushan (kinesiska: 横头山, 横头山镇, 东朝阳) är en köpinghuvudort i Kina. Den ligger i provinsen Heilongjiang, i den nordöstra delen av landet, omkring 320 kilometer öster om provinshuvudstaden Harbin. Antalet invånare är 12 122. Befolkningen består av 5 872 kvinnor och 6 250 män. Barn under 15 år utgör 13,0 %, vuxna 15-64 år 77 %, och äldre över 65 år 8,0 %.
Runt Hengtoushan är det ganska tätbefolkat, med 75 invånare per kvadratkilometer. Närmaste större samhälle är Simajia, 11,6 km norr om Hengtoushan. Trakten runt Hengtoushan består till största delen av jordbruksmark.
Genomsnittlig årsnederbörd är 846 millimeter. Den regnigaste månaden är juli, med i genomsnitt 213 mm nederbörd, och den torraste är januari, med 7 mm nederbörd.